# Kumta
Kumta (en canarés: ಕುಮಟಾ ) es una ciudad de la India perteneciente al distrito de Uttara Kannada, en el estado de Karnataka.

## Geografía
Se encuentra a una altitud de 41 m sobre el nivel del mar, a 461 km de la capital estatal, Bangalore, en la zona horaria UTC +5:30.

## Demografía
Hacia 1901 tenía contabilizada una población de 10 818 habitantes. Según estimación 2011 contaba con una población de 28 244 habitantes.